# André Hoekstra
André Hoekstra (Baarn, 5 april 1962) is een voormalig voetballer, die speelde als middenvelder. Na een dienstverband van 22 jaar als assistent-trainer bij Excelsior Rotterdam is hij sinds 2021 assistent-trainer bij Kozakken Boys.
Sinds 2023 assistent-trainer bij Stedoco
Hoekstra maakte zijn professionele debuut met Feyenoord Rotterdam, waar hij met name in het seizoen 1983-1984 indruk maakte als spits naast Johan Cruijff. In dat jaar - toen Feyenoord kampioen werd en de nationale beker won - speelde hij ook zijn enige interland voor het Nederlands voetbalelftal; op 14 maart tegen Denemarken (6-0), waarin hij ook scoorde. In 1988 verkaste hij naar RKC Waalwijk, waar hij in 1994 zijn carrière afsloot. Na zijn carrière als voetballer, werd hij trainer bij onder andere RBC Roosendaal, ADO Den Haag en Excelsior Rotterdam.
In 2012 bracht Meindert Talma het album Eenmaal Oranje uit, met daarop een nummer over Hoekstra getiteld naar zijn bijnaam Koning van de kluts.

## Titels
- 1983-1984 : Eredivisie winnaar met Feyenoord
- 1983-1984 : KNVB beker winnaar met Feyenoord
- Eerste wedstrijd: 6 april 1982 : Feyenoord - Roda JC, 1-0

## Zie ook

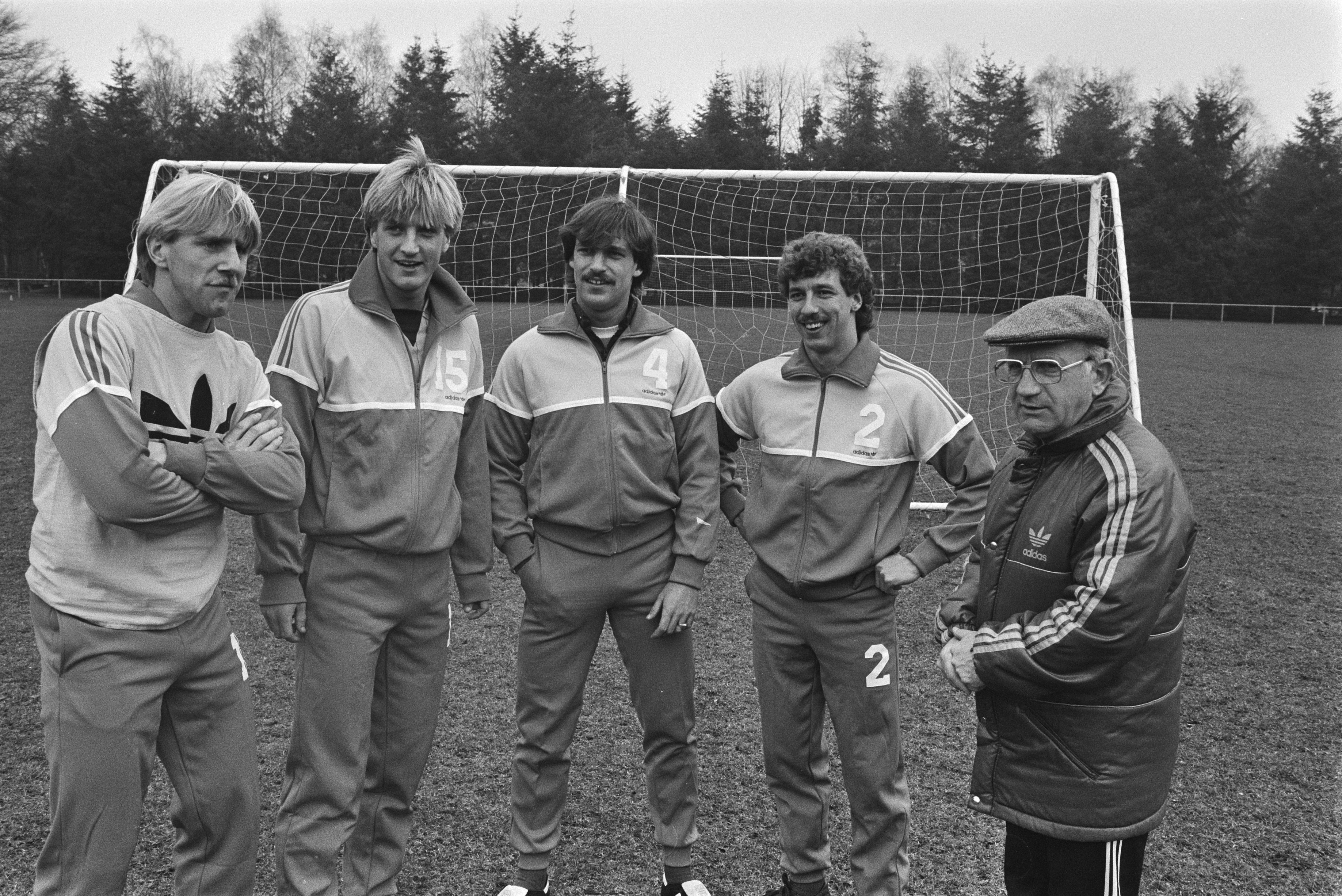
Deel van de selectie van het Nederlands voetbalelftal, 13 maart 1984. V.l.n.r.: Hoekstra, Kieft, Van der Gijp, Holverda en Rijvers. Foto: Marcel Antonisse (Anefo)